# Comando artiglieria dell'Esercito Italiano
Il Comando artiglieria  è l'unità militare che gestisce l'Arma di artiglieria dell'Esercito Italiano.

## Storia
Nel 1977 la 3ª Brigata missili "Aquileia" assume anche le funzioni di Comando Artiglieria per il 5º Corpo d'Armata. Il 1º dicembre 1997 viene costituito il Comando Raggruppamento di Artiglieria delle Forze Operative Terrestri. Alle dipendenze ha cinque reggimenti di artiglieria. Nei primi anni 2000 diviene Brigata d'Artiglieria, ordinata su quattro reggimenti..
Il 1º ottobre 2010 nella sede di Bracciano (Roma) vengono unificati il Comando brigata artiglieria di Portogruaro (VE), l'Ispettorato dell'Arma di Artiglieria e la Scuola di artiglieria di Bracciano (Roma) per costitutire il "Comando artiglieria".

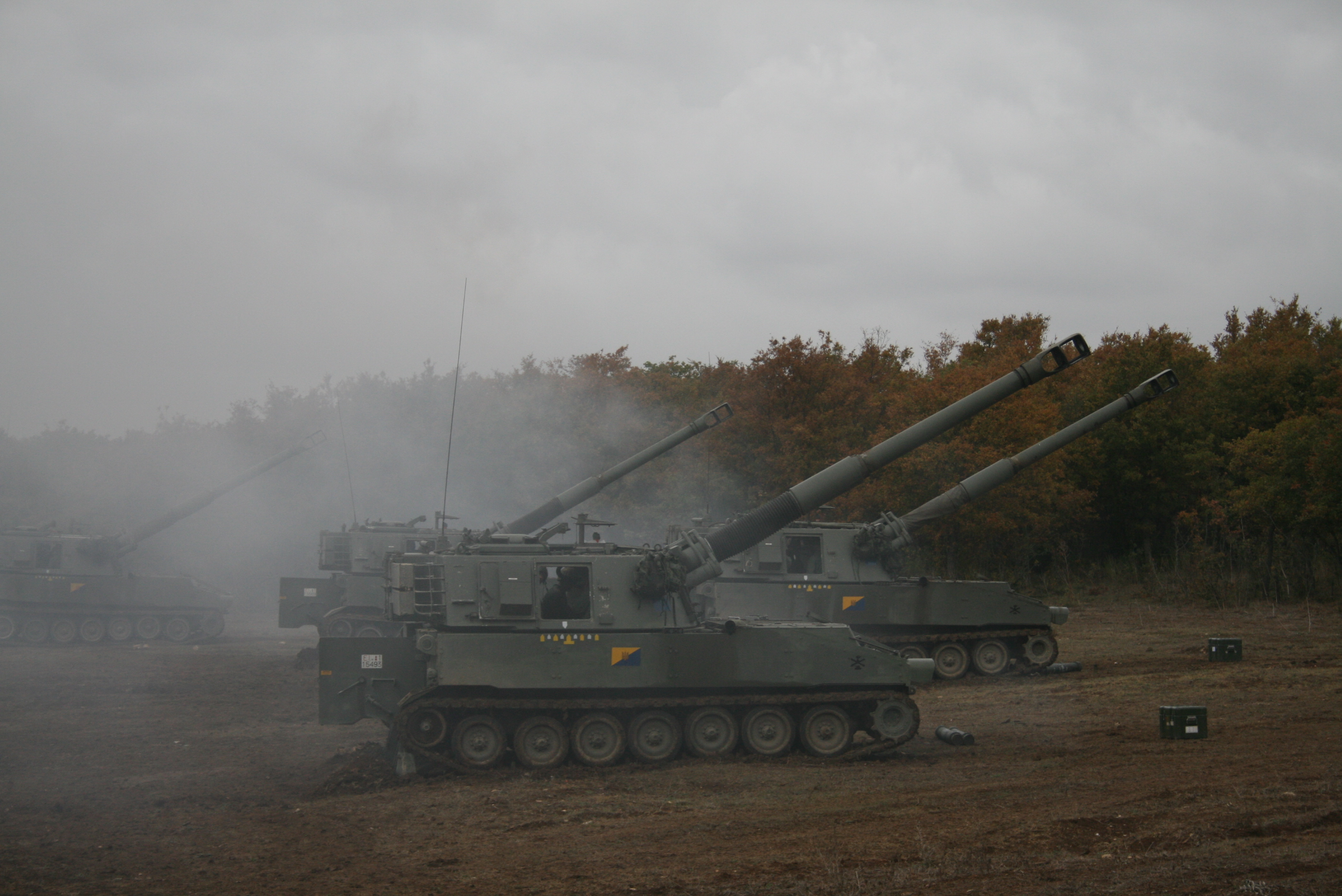
Semoventi ML109 del 52º reggimento

Dal 1º gennaio 2013 è passato alle dirette dipendenze del Comando delle forze operative terrestri e dall'ottobre 2016 al Comando delle forze operative terrestri di supporto.
Dal 2016 circa ha una batteria di Obici da 105/14 Mod.56 alle dipendenze del reggimento addestrativo.

## Funzioni
Il Comando assolve sia funzioni addestrative attraverso il reggimento addestrativo, sia operative attraverso 2 reggimenti di artiglieria e 1 per la difesa NBC.
Inserito nel Comando dei supporti delle forze operative terrestri ha le sue unità distribuite in Veneto e Lazio.

## Organizzazione
Il Comando Artiglieria è organizzato come segue:
- 5º Reggimento artiglieria terrestre "Superga" (3× batterie da 6 lanciarazzi MLRS, in totale 18 pezzi)
- 52º Reggimento artiglieria "Torino" (3× batterie da 6 semoventi da 155/52 PzH-2000, in totale 18 pezzi)
- 3º Reggimento Supporto Targeting “Bondone” dotato di APR (Aeromobili a Pilotaggio Remoto)[6]
- 7º Reggimento difesa NBC "Cremona"
- Reggimento addestrativo

## Bandiera di guerra
Il Comando custodisce la bandiera di guerra dell'Arma di artiglieria, decorata di un Ordine militare d'Italia, tre medaglie d'oro, una d'argento e una di bronzo al valor militare.
La festa del Comando cade, come per tutte le unità dell'Arma di artiglieria, il 15 giugno, anniversario della battaglia del solstizio (1918).